# Canyon, Texas
Canyon är administrativ huvudort i Randall County i Texas. Enligt 2010 års folkräkning hade Canyon 13 303 invånare.